# Pullimosina woodi
Pullimosina woodi är en tvåvingeart som beskrevs av Marshall 1986. Pullimosina woodi ingår i släktet Pullimosina och familjen hoppflugor. Inga underarter finns listade i Catalogue of Life.